# Fasciation

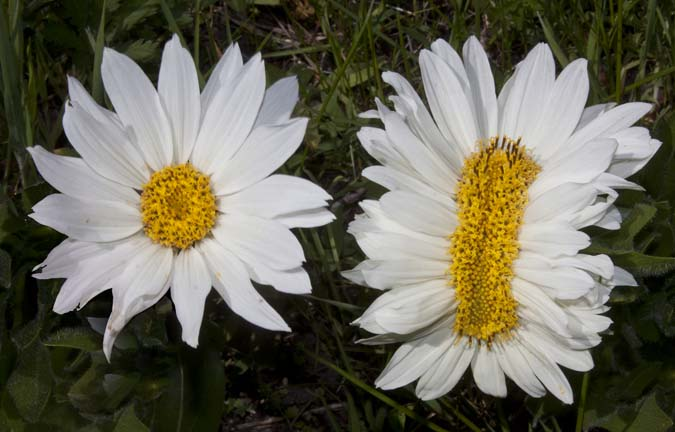
Fleur normale et fleur fasciée

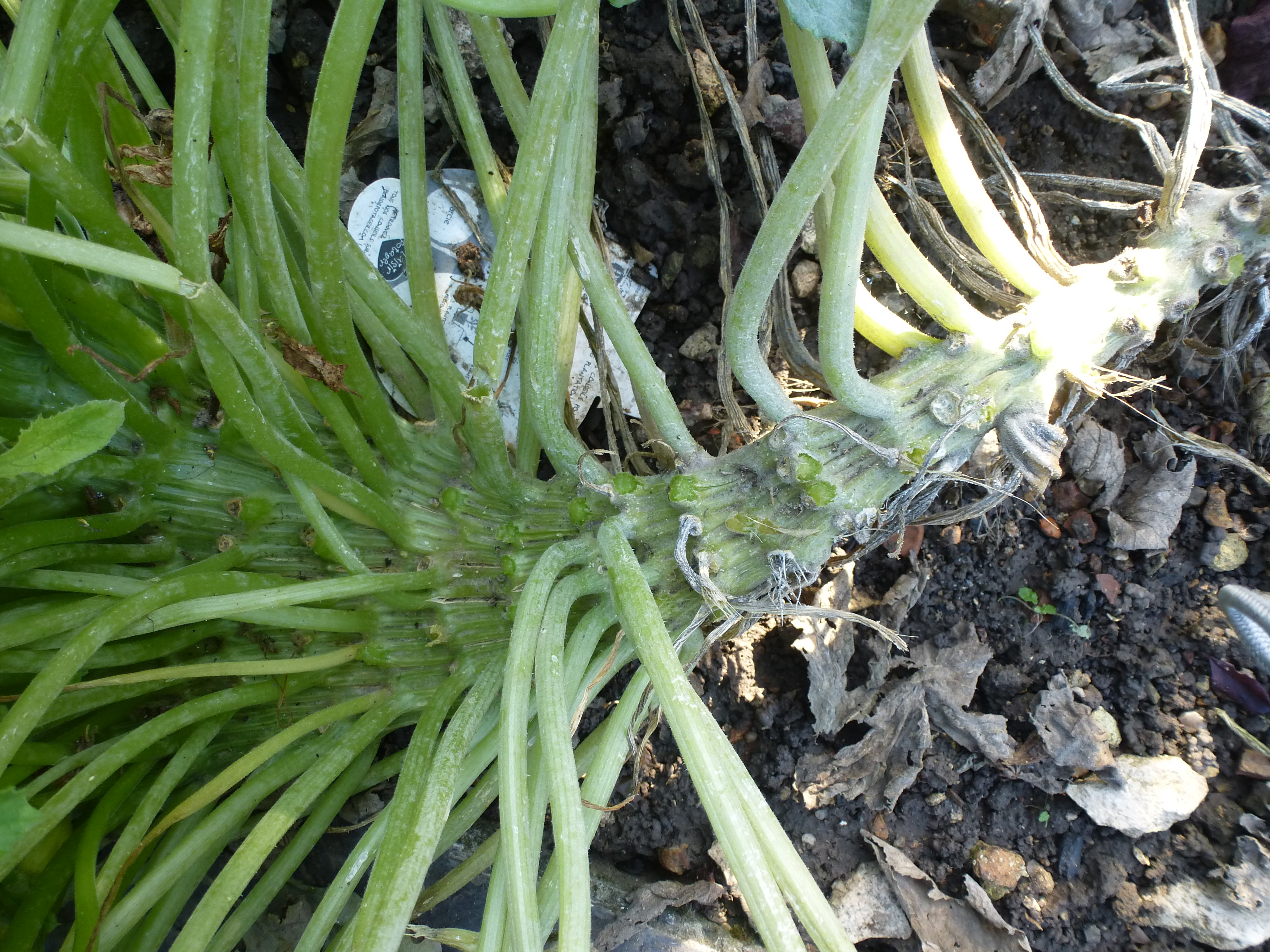
Pied fascié de courgette de Nice (Cucurbita pepo L. 'De Nice à Fruit Rond')

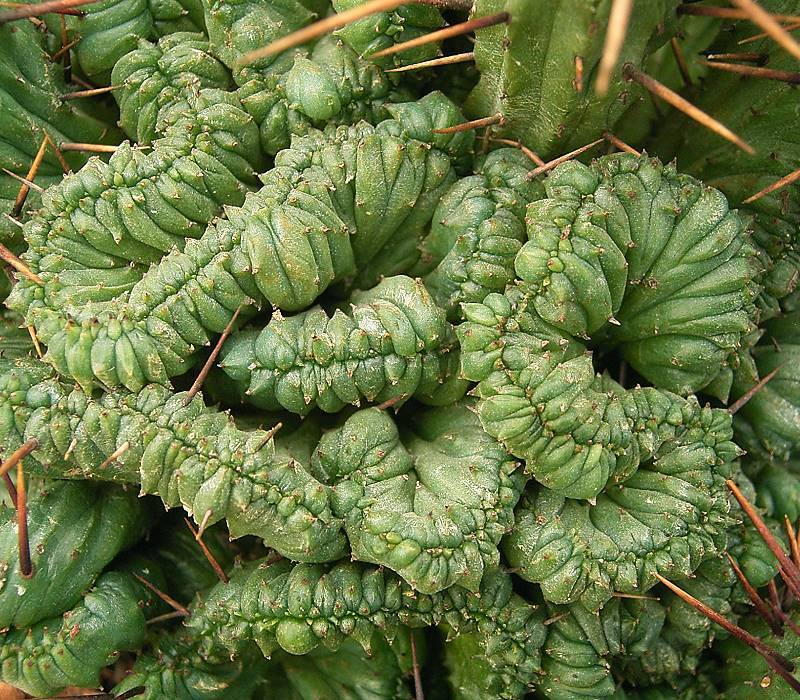
Euphorbia cristée

La fasciation et la cristation désignent une forme de tératologie végétale qui consiste en la croissance anormale du sommet d'une tige respectivement en forme de faisceau ou de crête.

## Causes
Le méristème, c'est-à-dire le tissu en croissance, se développe normalement sur le point d'extrémité (l'apex) et dans le sens de la croissance, souvent vers le haut. Il produit des tiges plus ou moins cylindriques. En cas de fasciation le développement des tissus se fait dans une autre direction que celui de la croissance, horizontalement par exemple. Il en résulte des tiges en forme de faisceaux (fasciation) ou de crêtes (cristation). Elles peuvent aussi être en forme de ruban, boursouflées ou tordues.
Le phénomène est surtout visible sur les tiges, mais affecte aussi les racines, les fruits ou les boutons floraux.
L'origine du phénomène est inconnue mais probablement due à des mutations des cellules du méristème car elle se transmet parfois à la descendance de la plante.
Des phénomènes externes peuvent aussi occasionner des fasciations : infections bactériennes, attaques d'insectes, dommages chimiques ou chocs.

## Exemples
La fasciation est un phénomène assez rare mais qui a été observé sur une centaine d'espèces :
- De nombreuses Cactacées : Mammillaria, Rebutia, Opuntia[1], etc.
- des plantes succulentes : Aloe, Euphorbia[1], etc.
- des plantes herbacées : Belis, Celosia, Delphinium, Digitalis, Primula, etc.
- des arbres ou arbustes : Salix, Acer, Forsythia, etc.

Ces formes, parfois appelées « formes monstrueuses » sont appréciées des collectionneurs, car elles ont l'apparence d'espèces différentes et uniques.

## Galerie

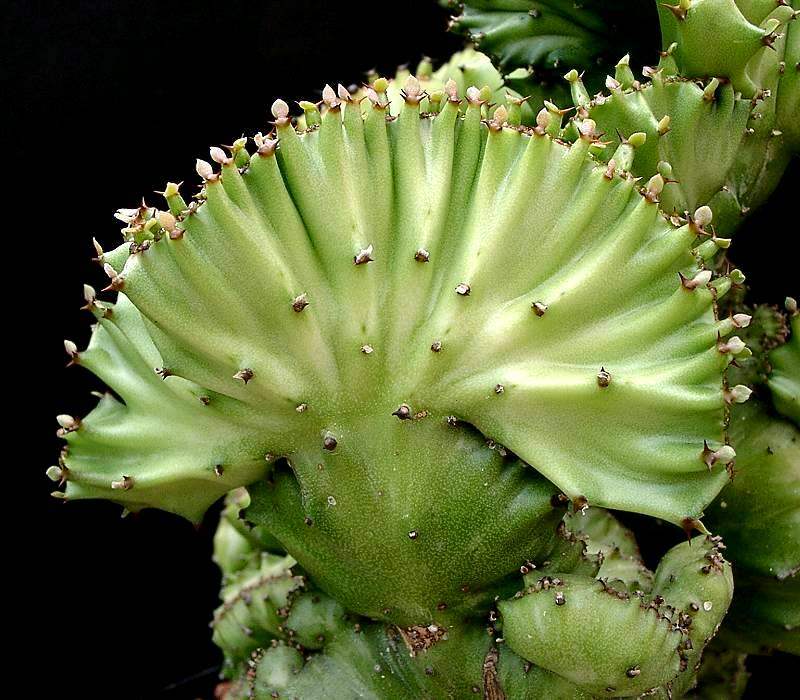
Euphorbia fasciée
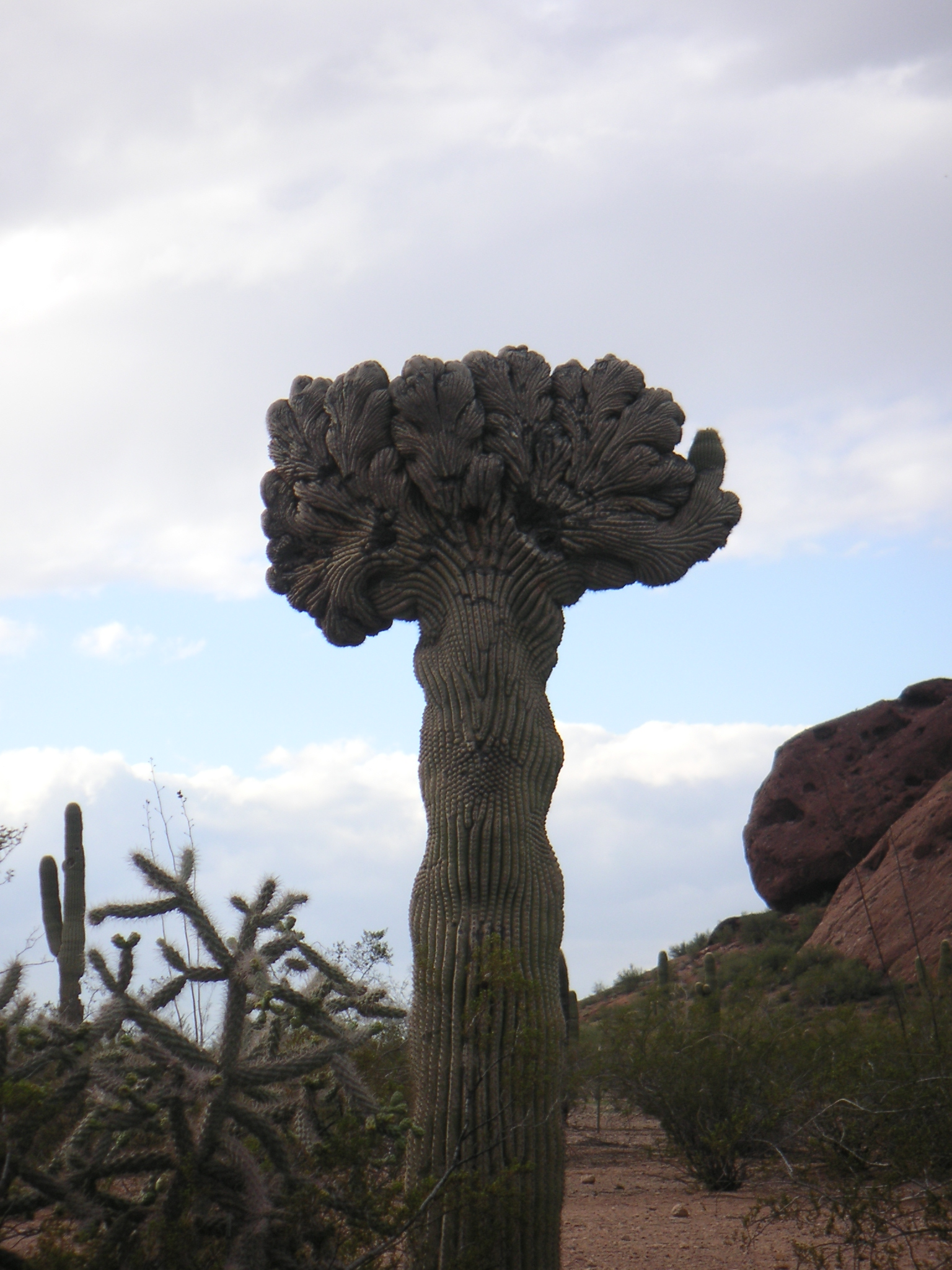
Carnegia cristé
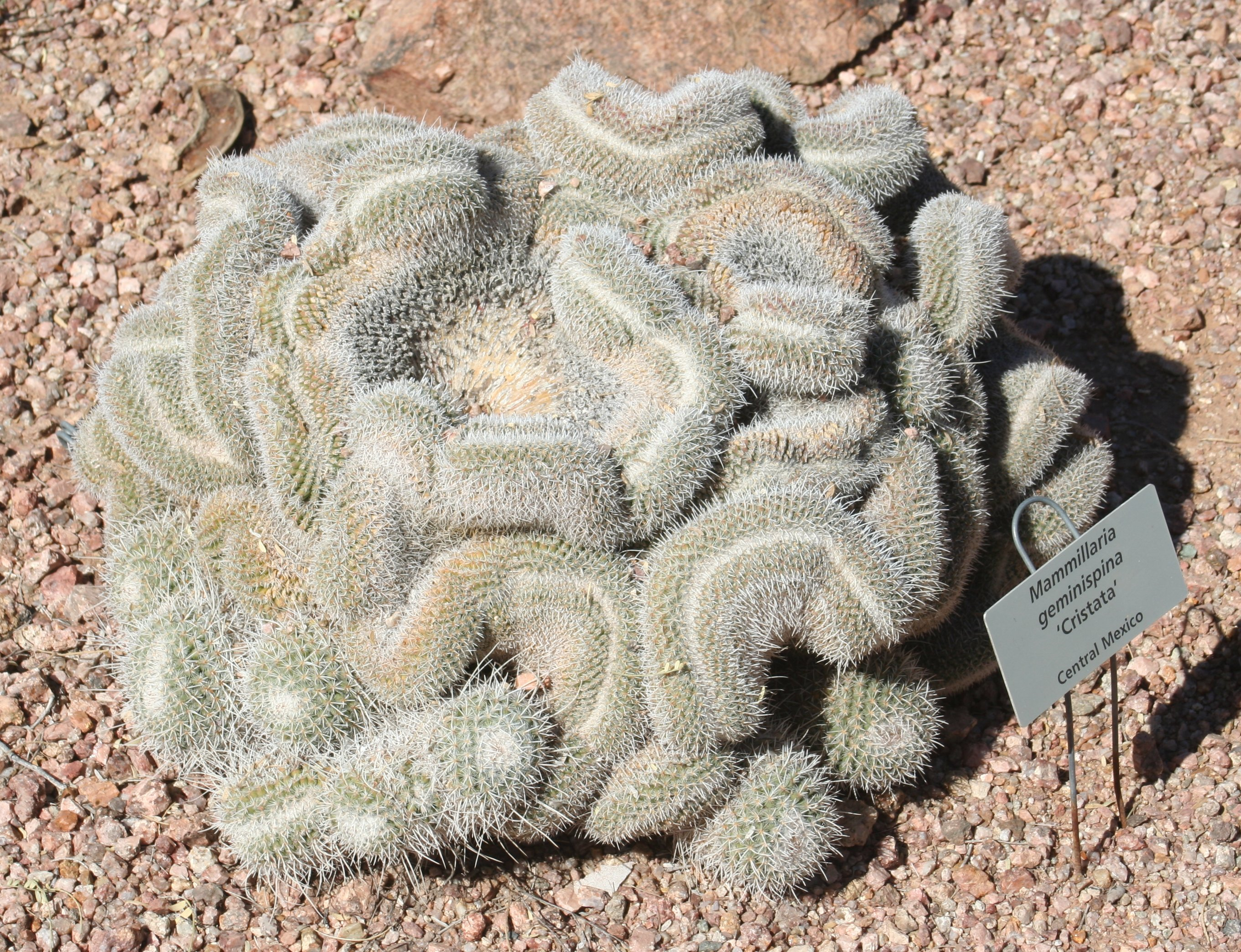
Mammillaria gemispina cristée
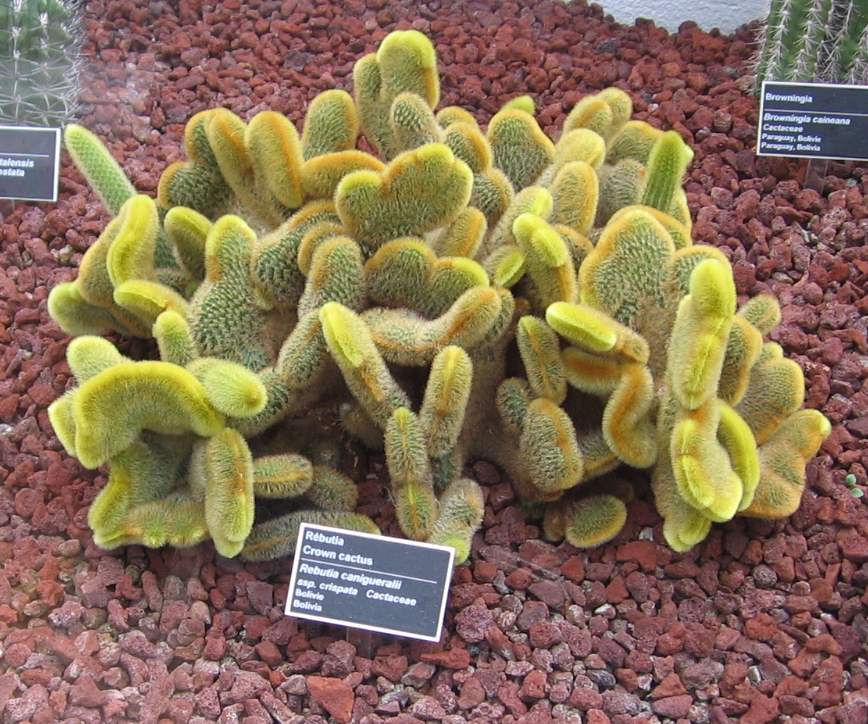
Rebutia fasciée
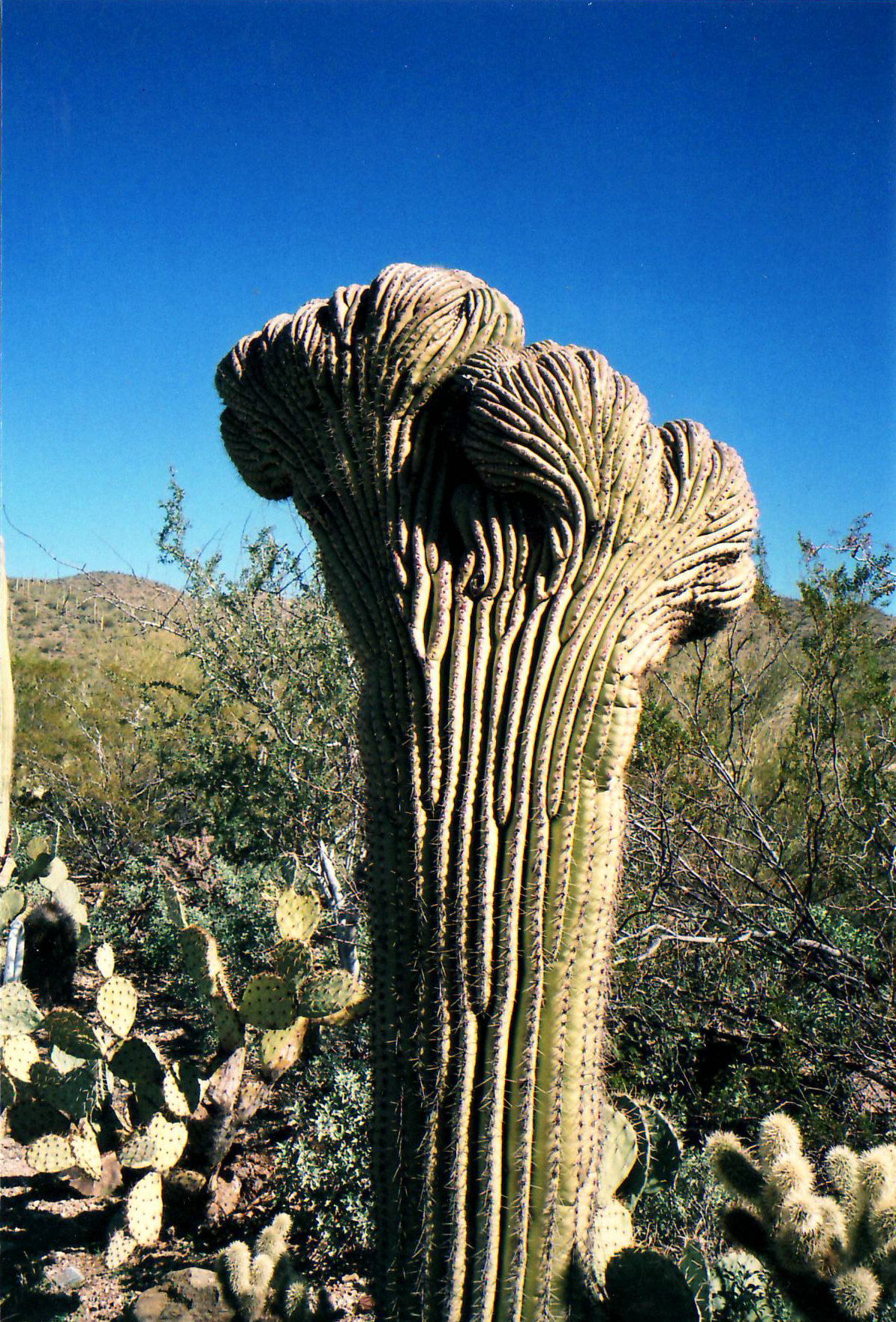
Saguaro cristé
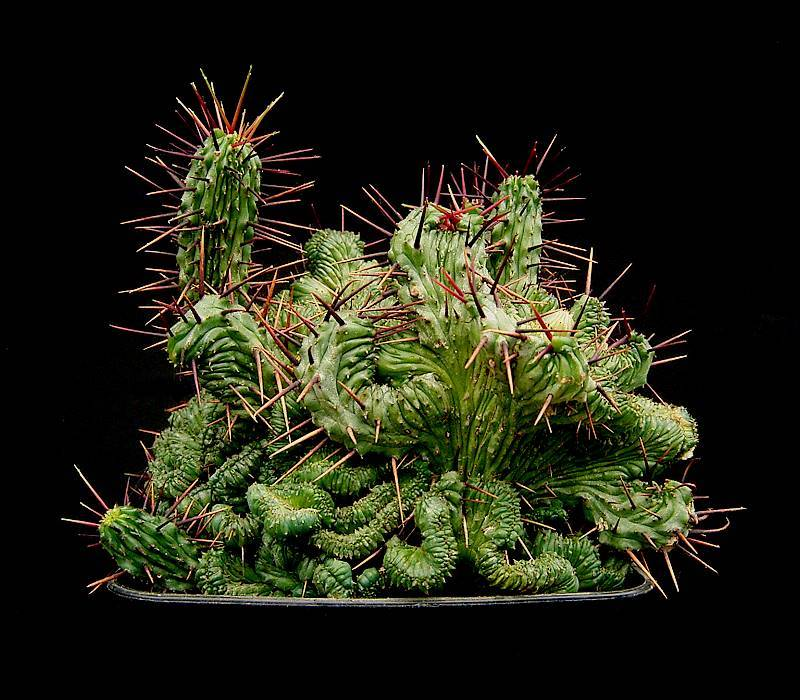
Euphorbia cristée